# Bomp! Records
Bomp! Records è un'etichetta discografica indipendente statunitense, fondata nel 1974 da Greg Shaw.

## Storia
Greg Shaw era un appassionato di musica rock che nel 1970 fondò e pubblicò insieme a sua moglie Suzy Shaw una fanzine, Who Put The Bomp, che poi cambiò nome in Bomp! Bomp!; Greg Shaw in seguito fondò anche un'etichetta discografica con lo stesso nome, la Bomp! Records, che diresse fino alla sua morte nel 2004. L'etichetta pubblicò negli anni dischi di musica punk, pop, powerpop, garage rock, new wave, old school rock e neopsichedelia; dagli anni settanta ebbe sotto contratto artisti come The Modern Lovers, Iggy & The Stooges, Stiv Bators, The Dead Boys, 20/20, Shoes, Devo, The Romantics, DMZ, The Zeros, The Weirdos, Spacemen 3, The Germs, Jeff Dahl, The Brian Jonestown Massacre, The Warlocks, Black Lips, Les Hell on Heels, The Telescopes, The Coffin Lids.
Nel 1979 venne creata una sotto etichetta, la Voxx Records, dedicata alla produzione di artisti ispirati alla musica di genere garage rock e psichedelico degli anni sessanta.